# Дом К. П. Бузолина
Дом К. П. Бузолина — двухэтажный дом в Железнодорожном районе Новосибирска на Октябрьской улице, построенный в 1910 году Константином Петровичем Бузолиным. Памятник архитектуры регионального значения.

## История
Здание было построено в 1910 году в квартале № 27 на участке № 4 Центральной части города.
О Константине Бузолине сохранилось мало сведений: из «Сибирского торгово-промышленного календаря» на 1904 год известно, что он вёл торговлю мануфактурой и различными товарами в Колывани .
В 1920 году здание было передано Райкомхозу и использовалось как жилой дом, в 1933 году перешло в ведение Гормолзавода.
В 1985 году проводились ремонтно-реставрационные работы.

## Описание
К одноэтажному объему пристроены холодные сени, к ним с улицы ведёт парадный вход. Наружная сторона сеней — брандмауэр.
К брандмауэру со стороны двора примыкают два небольших помещения, они придают общей планировке дома Г-образную форму.
Дом стоит на кирпичном цоколе и рублен «в лапу», крыша трёхскатная стропильная, под зданием расположен подвал.
Центр композиции дома — расположенный по оси симметрии главного фасада пятигранный эркер с узкими окнами, он завершается обильно декорированным барабаном и куполом.
Двухъярусный восьмигранный купол с барочными очертаниями размещён на барабане, который украшен аналогично расположенным ниже карнизу и фризу, декорированных плоской и пропильной накладной резьбой.
Резные кронштейны разделяют фриз основного объёма. Три яруса подзоров украшают карниз со значительным выносом.
В декоре наличников оконных проёмов присутствуют черты барокко. Надоконную доску завершает разорванный лучковый карниз, фланкированный трилистником. По центру находится овальный медальон.
Внутри дома сохранились филенчатые двери.
Габариты здания — 17,8 × 15 м.